# Najlepsze lata
Najlepsze lata (ang. The Best Years, 2007–2009) – kanadyjski serial obyczajowy dla młodzieży stworzony przez Aarona Martina (producenta i scenarzystę z serialu Degrassi: Nowe pokolenie). Wyprodukowany przez Blueprint Entertainment i Best Years Productions.
Jego światowa premiera odbyła się 22 maja 2007 roku. Pierwsza seria była emitowana na kanałach Global Television Network w Kanadzie oraz The N w Stanach Zjednoczonych. Druga seria była nadawana na kanałach The N w USA oraz E! w Kanadzie. Emisja zakończyła się 15 maja 2009 roku. W Polsce serial nadawany był na kanale TVP1.

## Fabuła
Serial opowiada o dziewczynie zwanej Samantha, która w dzieciństwie straciła oboje rodziców. Aby dostać szansę na nowe życie rozpoczyna studia na uniwersytecie, gdzie poznaje nowych znajomych, zdobywa przyjaciół oraz przeżywa swoją pierwszą miłość.

## Obsada
- Charity Shea jako Samantha Best
- Randal Edwards jako Noah Jensen
- Brandon Jay McLaren jako Devon Sylver
- Athena Karkanis jako Dawn Vargaz
- Jennifer Miller jako Kathryn Klarner
- Sherry Miller jako Dorothy O’Sullivan
- Niall Matter jako Trent Hamilton
- Alan Van Sprang jako Lee Campbell
- Ashley Morris jako Shannon Biel
- Ron Lea jako profesor Fisher

## Spis odcinków
| Nr             | Tytuł angielski              |
| -------------- | ---------------------------- |
|                |                              |
| SERIA PIERWSZA |                              |
|                |                              |
| 01             | Vertigo                      |
|                |                              |
| 02             | Notorious                    |
|                |                              |
| 03             | It Should Happen To You      |
|                |                              |
| 04             | From Here to Eternity        |
|                |                              |
| 05             | Secrets and Lies             |
|                |                              |
| 06             | Girl, Interrupted            |
|                |                              |
| 07             | Shadow of a Doubt            |
|                |                              |
| 08             | All That Heaven Allows       |
|                |                              |
| 09             | Reality Bites                |
|                |                              |
| 10             | Cruising                     |
|                |                              |
| 11             | Guess Who’s Coming to Dinner |
|                |                              |
| 12             | Five Easy Pieces             |
|                |                              |
| 13             | Mommy Dearest                |
|                |                              |
| SERIA DRUGA    |                              |
|                |                              |
| 14             | Dangerous Liaisons           |
|                |                              |
| 15             | Documentary                  |
|                |                              |
| 16             | Dermabrasion                 |
|                |                              |
| 17             | Different Hearts             |
|                |                              |
| 18             | Destiny                      |
|                |                              |
| 19             | Duluth, Minnesota            |
|                |                              |
| 20             | Debtor’s Prison              |
|                |                              |
| 21             | Delirious                    |
|                |                              |